# Magic City
Magic City (в переводе с англ. — «Волшебный город») — второй студийный альбом белорусского музыкального проекта ЛСП, выпущенный 19 июля 2015 года. В 2017 году альбом получил продолжение — Tragic City.

## История
В преддверии выхода альбома, 16 июля 2015 года, был выпущен клип на ремикс песни «Безумие», оригинал которой значится на мини-альбоме Breezey Montana «Дар или проклятие», в котором ЛСП исполнил только припев.
19 июля 2015 года состоялся выход альбома Magic City. В отличие от двух предыдущих студийных альбомов, в Magic City Рома Англичанин ограничился написанием музыкального сопровождения для всего лишь пяти песен, в то время как остальным занимались, с его же слов, «отцы трэп-музыки в России». Однако ответственность за весь продакшн и постпродакшн альбома — по-прежнему на плечах Англичанина. Гостевые куплеты — от Pharaoh, Oxxxymiron и Sil-A.
«Bullet» в конце года The Flow внесёт в список лучших песен за 2015-й, а ремикс на «Безумие» — возглавит его первую десятку. «Есть „текста“, которые вообще получаются раз в год, песни-алмазы такие. „Безумие“, например, — рассказывал впоследствии ЛСП. — С одной стороны, это был кратковременный сильный эмоциональный порыв, с другой — продуманный и выверенный до мелочей». Хитовый потенциал песни Рома Англичанин и Мирон Фёдоров зафиксировали ещё весной 2015 года, когда для песни были готовы только припев и куплет от ЛСП и инструментал за авторством украинского продюсера Lil’ Smooky. Таким образом, ремикс было решено записывать на ещё даже не написанный трек Breezey Muzik и Sil-A — и выпустить только после релиза оригинала, который Breezey до последнего откладывал. Когда всё-таки его мини-альбом «Дар или проклятие» вышел, к ремиксу уже был готов видеоклип, вместе с которым он и вышел 16 июля. Как отметил в ноябре 2015-го сам ЛСП, после этой песни его стали узнавать, а каждые выходные — «расписаны под гастроли».

## Приём критиков
«Magic City — это альбом-эксперимент, который намного лучше воспримут любители новой Атланты и западного рэпа десятых. И намного хуже — поклонники „ЁП“ и „Виселиццы“, — отмечает Лёша Горбаш в рецензии от The Flow. — Сам Олег комфортно себя чувствует в обеих плоскостях, но зря подводит их под один знаменатель. И записывает альбом, уступающим двум предыдущим».
Издание Disguisting Men об альбоме отозвалось следующим образом: «Если вы проберетесь через автотюн, приторное звучание и непривычные рифмы, то откроете для себя сильного музыканта. Здесь есть сюжетная связь между треками, правильный пролог и логичный конец».
«ОК, могу привести в защиту моего сегодняшнего подопечного довольно странный аргумент: „Виселицца“ включает в себя всего 8 треков — выкиньте из „Magic City“ 3 песни, которые вам не нравятся, и вы получите не менее сильный релиз», — так сравнивали Magic City с предыдущим альбомом ЛСП в рецензии от rap.ru. Кроме того, в ней было отмечено, что Magic City — та самая американская музыка на русском языке, за которую не стыдно, потому что поёт Олег действительно о своей жизни, пускай и «под соусом из иронии, сарказма и самоуверенности».
Предыдущие работы «ЛСП» несложно назвать мрачной версией Макса Коржа. Это тоже бодрый EDM с рэп-речитативом и вокалом в духе раннего Кида Кади, только не про оптимизм и улыбку в 32 зуба, а про «у меня всё не слава богу, но пофиг». На Magic City «ЛСП» неожиданно запрыгивает на новую территорию. Не надо быть знатоком, чтобы заметить, как сильно повлияла на звучание последнего альбома «ЛСП» чрезвычайно плодовитая региональная рэп-сцена Атланты. Но и удивляться этому не стоит.«Афиша»
Несмотря на более критические, чем на предыдущие релизы ЛСП, отзывы, сайт The Flow внёс Magic City в пятёрку лучших русскоязычных альбомов за 2015 год.
Олег ЛСП всегда питал любовь к метафорам и двусмысленностям — вспомните “Винегрет” или “Пикачу”. В “Magic City” метафора — это место его действия, стрип-клуб, где зарождался стиль “новой Атланты”. Получилась пластинка, соответствующая всем тамошним ГОСТам: на ней Олег доказывает, что может писать песни “как у Future”, и они не будут звучать на русском нелепицей. Но все же песни эти остаются маленькими трагедиями: в них по-прежнему черный цвет преобладает над белым и решается проблема человека, который не знает, куда себя деть в этом мире. Когда ближе к концу Олег откровенничает, что его душа “болит без девок, бабок и таблеток”, это слушается не как обычная для такой музыки банальность, а как просьба о помощи.The Flow

## Список композиций
| №                   | Название                               | Автор(ы)                  | Продюсер(ы)                   | Длительность |
| ------------------- | -------------------------------------- | ------------------------- | ----------------------------- | ------------ |
| 1.                  | «Magic City» (при уч. Степан Карма)    | Степан Карма              | Англичанин                    | 1:22         |
| 2.                  | «Шест»                                 | Олег Савченко             | Англичанин                    | 3:18         |
| 3.                  | «Bullet» (при уч. Pharaoh)             | Савченко Глеб Голубин     | Hustla Beats                  | 3:51         |
| 4.                  | «Фокус»                                | Савченко                  | Lil’ Smooky                   | 3:40         |
| 5.                  | «Уровни»                               | Савченко                  | Breezey Muzik Sk1ttless Beats | 3:52         |
| 6.                  | «ОК»                                   | Савченко                  | Англичанин                    | 3:02         |
| 7.                  | «Bankroll» (при уч. Sil-A)             | Савченко Дмитрий Алексеев | Breezey Muzik                 | 3:22         |
| 8.                  | «Безумие» (ремикс; при уч. Oxxxymiron) | Савченко Мирон Фёдоров    | Lil’ Smooky                   | 3:42         |
| 9.                  | «Пусть говорят»                        | Савченко                  | Breezey Muzik Lil’ Smooky     | 3:30         |
| 10.                 | «Что-то ещё»                           | Савченко                  | Breezey Muzik                 | 3:57         |
| 11.                 | «Бигги»                                | Савченко                  | Англичанин Monte Molotov      | 2:54         |
| 12.                 | «Синее» (бонус)                        | Савченко                  | Англичанин                    | 3:25         |
| Общая длительность: | Общая длительность:                    | Общая длительность:       | Общая длительность:           | 39:55        |

## Участники записи
| Текст / вокал: - Олег «ЛСП» Савченко — 2–12 - Степан @jеtvillains Карма — 1 - Глеб «PHARAOH» Голубин — 3 - Дмитрий «Sil-A» Алексеев — 7 - Мирон «Oxxxymiron» Фёдоров — 8 Музыка: - Роман «Англичанин» Сащеко — 1, 2, 6, 11, 12 - Роман «Breezey Muzik» — 5, 7, 9, 10 - Богдан «Lil’ Smooky» Омельченко — 4, 8, 9 - Евгений «Hustla Beats» Марущак — 3 - Егор «Sk1ttless Beats» Башков — 5 (идея / копродакшн) - Вадим «Monte Molotov» Минасян — 11 (идея / копродакшн) | Сведение: - Роман «Англичанин» Сащеко, Олег «ЛСП» Савченко — 1, 2, 4–12 - Вадим «Bryte Dxpe» Чернышёв — 3 Мастеринг — Роман «Англичанин» Сащеко Обложка — Павел Барашков |